# Morze Bellingshausena
Morze Bellingshausena (ang. Bellingshausen Sea, hiszp. Mar de Bellingshausen) – morze Oceanu Południowego rozciągające się na zachód od Półwyspu Antarktycznego, między Wyspą Aleksandra a Wyspą Thurstona.

## Nazwa
Nazwa morza pochodzi od nazwiska rosyjskiego badacza Fabiana Bellingshausena (1779–1852), który dotarł tu w styczniu 1821 . Akwen nazywany był także Mer de la Belgica dla upamiętnienia statku „Belgica” Belgijskiej Wyprawy Antarktycznej (1897–1899), który utknął w lodach morza w 1898 roku .

## Geografia
Morze Bellingshausena jest morzem przybrzeżnym Oceanu Południowego u brzegów Antarktydy Zachodniej pomiędzy Półwyspem Antarktycznym a Lodowcem Szelfowym Abbota ; między Wyspą Aleksandra a Wyspą Thurstona na południe od Wyspy Piotra I . Część Antarktydy położona nad Morzem Bellingshausena nosi nazwę Ziemi Ellswortha . Na wschodzie morze graniczy z Morzem Amundsena.
Akwen ma powierzchnię 487 tys. km², jego średnia głębokość wynosi 1261 m, a maksymalna 4115 m . Na wschodzie i na południu znajduje się szelf antarktyczny , szeroki na 100–450 km.
Na morzu leżą trzy większe wyspy: Aleksandra (71°S 70°W/-71,000000 -70,000000), Charcota (69°45′S 75°15′W/-69,750000 -75,250000) i Piotra I (68°51′S 90°35′W/-68,850000 -90,583333) , a także mniejsze Latady (70°45′S 74°35′W/-70,750000 -74,583333), Smyley (72°55′S 78°00′W/-72,916667 -78,000000) i Spaatz (73°12′S 75°00′W/-73,200000 -75,000000). Wyspa Aleksandra jest największą wyspą antarktyczną – ma 390 km długości i 80 szerokości.
Największe zatoki Morza Bellingshausena to Ronne Entrance i Zatoka Małgorzaty. W Zatoce Małgorzaty leży kilka wysp, m.in. Horseshoe Island (67°51′S 67°12′W/-67,850000 -67,200000), Lagotellerie Island (67°53′S 67°24′W/-67,883333 -67,400000) i Pourquoi Pas Island (67°41′S 68°08′W/-67,683333 -68,133333). Znajdują się tu też trzy stacje badawcze – argentyńska San Martín oraz brytyjskie Rothera i Fossil Bluff.
Zasolenie wód wynosi 33,5‰ . Wody powierzchniowe osiągają temperaturę 0 °C na północy i do –1 °C na południu . Morze charakteryzuje się długotrwałą obecnością lodu – przez cały rok akwen pokrywa pływający lód morski i góry lodowe . Pokrywa lodowa akwenu ulega topieniu, co mogło przyczynić się do ocieplenia klimatu na Półwyspie Anatarktycznym.
Wody Morza Bellingshausena charakteryzują się ubóstwem flory i fauny morskiej. Ilość zooplanktonu należy do najmniejszych w regionie. Przy granicy lodu i w rejonie przybrzeżnym występują płetwale antarktyczne i humbaki.
W 1981 roku na Morzu Bellingshausena odkryto miejsce po uderzeniu planetoidy Eltanin, do którego doszło w plejstocenie. Według szacunków planetoida miała ok. 0,8–4 km średnicy, a jej upadek mógł wywołać falę tsunami o wysokości 200 m, która uderzyła w Półwysep Antarktyczny i południowe wybrzeże obecnego Chile. Jest to pierwszy udokumentowany upadek planetoidy na głębokim oceanie.

## Historia

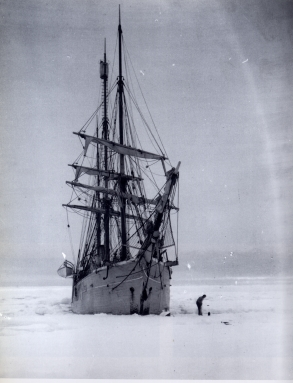
„Belgica” w okowach lodu

Po raz pierwszy na wody Morza Bellingshausena wpłynął w 1774 roku angielski żeglarz James Cook (1728–1779), który w czasie swojej drugiej wyprawy 30 stycznia 1774 roku osiągnął szerokość 71°10′S 106°54′W/-71,166667 -106,900000. W 1820 roku na wody morza wpłynęli rosyjscy badacze Fabian Bellingshausen (1778–1852) i Michaił Łazariew (1788–1851) . Bellingshausen odkrył wówczas wyspę, która nazwał na cześć cara Rosja Piotra Wielkiego.
Obecność lodu utrudniała eksplorację akwenu przez statki. W 1898 roku dotarła tu Belgijska Wyprawa Antarktyczna (1897–1899) pod kierownictwem Adriena de Gerlache’a (1866–1934), który zakładał, że płynąc na wschód, dotrze na wolne wody Morza Rossa i do stacji zimowej na Ziemi Wiktorii. 2 marca 1898 roku statek wyprawy „Belgica” został unieruchomiony w krze lodowej. Uczestnicy wyprawy zostali uwięzieni i zmuszeni do spędzenia zimy w bardzo niesprzyjających warunkach . Na zewnątrz temperatura dochodziła do –37 °C i wiały bardzo silne i dokuczliwe wiatry . Statek został przystosowany do zimowania, a na lodzie rozstawiono obóz. Zaczęto prowadzić również badania z zakresu meteorologii, oceanografii, biologii i magnetyzmu. Kra z uwięzionym statkiem dryfowała na zachód wzdłuż 70°S równoleżnika. Pomimo licznych prób przełamania lodu, ostateczne uwolnienie statku nastąpiło dopiero 14 marca 1899 roku.
Wybrzeże Morza Bellingshausena dostrzeżono w latach 40. XX w., a dotarto do nich dopiero 20 lat później na pokładzie lodołamacza USS Glacier (AGB-4), który dopłynął do Wyspy Thurstona.